# Mon espion 2 : Mission Italie
Série
Mon espion
(2020)
Pour plus de détails, voir Fiche technique et Distribution.
Mon espion 2 : Mission Italie (My Spy: The Eternal City) ou Mon espion : La Cité éternelle au Québec est un film d'espionnage comique américain réalisé par Peter Segal et sorti en 2024. Il s'agit de la suite de Mon espion, du même réalisateur, sorti en 2020.

## Synopsis
J. J. doit accompagner Sophie en voyage scolaire en Italie. Ils vont tous les deux se retrouver au cœur un vaste complot terroriste. David Kim, le chef de la CIA, est menacé ainsi que son fils Collin, qui est le meilleur ami de l'adolescente.

## Fiche technique
- Titre original : My Spy: The Eternal City
- Titre français : Mon espion 2 : Mission Italie
- Titre québécois : Mon espion : La Cité éternelle
- Réalisation : Peter Segal
- Scénario : Jon Hoeber, Erich Hoeber et Peter Segal
- Musique : Sean Segal
- Photographie : Larry Blanford
- Montage : Jason Gourson
- Producteurs : Dave Bautista, Chris Bender, Damien Brown, Terona Kannigan, Jonathan Meisner, Peter Segal, Robert Simonds, Jake Weiner, Gigi Pritzker et Peter Segal
- Sociétés de production : STXfilms, MWM Studios, Dogbone Entertainment et Good Fear Content
- Société de distribution : Amazon Studios (États-Unis)
- Pays de production :  États-Unis
- Genre : comédie d'espionnage
- Durée : N/A
- Dates de sortie : 18 juillet 2024 (sur Prime Video)

## Distribution
- Dave Bautista (VF : Serge Biavan ; VQ : Frédéric Paquet) : J. J.
- Chloe Coleman (en) (VF : Laurie Sanial ; VQ : Estelle Fournier) : Sophie
- Kristen Schaal (VF : Edwige Lemoine ; VQ : Aline Pinsonneault) : Bobbi
- Ken Jeong (VF : Thierry Kazazian ; VQ : Nicolas Charbonneaux-Collombet) : David Kim
- Anna Faris (VF : Elisabeth Ventura ; VQ : Violette Chauveau) : Nancy
- Craig Robinson (VF : Mohad Sanou) : Connelly
- Flula Borg (VF : Julien Meunier ; VQ : Frédéric Desager) : Crane
- Taeho K (VF : Sacha Tomassian ; VQ : Noé Henri Rouillard) : Collin
- Billy Barratt (VF : Tom Trouffier) : Ryan
- Nicola Correia-Damude (VF : Karine Texier) : Christina
- Noah Danby (en) : Todd

 Source et légende : version française (VF) sur RS Doublage
Modèle:Source Doublage QC

## Production
Amazon MGM Studios et STXfilms évoquent l'idée d'une suite à l'été 2020, après le succès de la diffusion de Mon espion sur Prime Video. Le projet est confirmé en février 2023, avec le retour de Pete Segal à la réalisation to direct avec Dave Bautista, Chloe Coleman, Kristen Schaal et Ken Jeong reprenant leurs rôles. Anna Faris, Craig Robinson et Flula Borg sont également annoncés, alors que le tournage débute le même mois. Les prises de vues s'achèvent à Venise en mai 2023.